# HD 21473
HD 21473，又名CD-42 1115，SAO 216316、HR 1049，是一颗恒星，视星等为6.32，位于銀經247.78，銀緯-55.3，其B1900.0坐标为赤經3h 22m 37.3s，赤緯-41° -55.3′ 14″。